# Judith Malina
Pour les articles homonymes, voir Malina.
Judith Malina, née le 4 juin 1926 à Kiel, en Allemagne, et morte le 10 avril 2015 à Englewood dans le New Jersey, est une écrivaine américaine, auteure de pièces de théâtre d'inspiration anarchiste, metteur en scène, actrice de théâtre et de cinéma, directrice de compagnie théâtrale, et la fondatrice avec Julian Beck du Living Theatre en 1947.

## Biographie

### Origines, enfance et influences
Judith Malina est la fille d'un rabbin allemand qui vient s'installer avec toute sa famille à New York, en 1929. Passionnée dès son plus jeune âge par le métier d'acteur, elle s'inscrit en 1945 à la New School for Social Research, afin de suivre les cours de théâtre d'Erwin Piscator. Les conceptions théâtrales de Piscator, militant communiste, s'appuient sur les principes du « théâtre épique » et de la distanciation de Bertolt Brecht, tout en allant plus loin dans l'abandon des formes narratives traditionnelles. Le théâtre est pour Piscator, un moyen d'expression et de communication politique et d'agitprop. Ces idées influencent considérablement la jeune femme, quoique ses orientations politiques soient différentes et qu'elle adhère à la non-violence et à l'anarchisme.

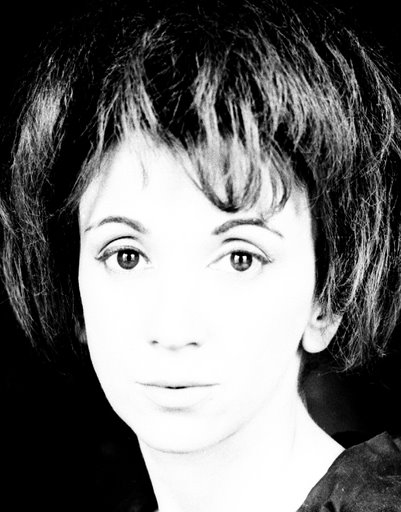

### Le Living Theatre

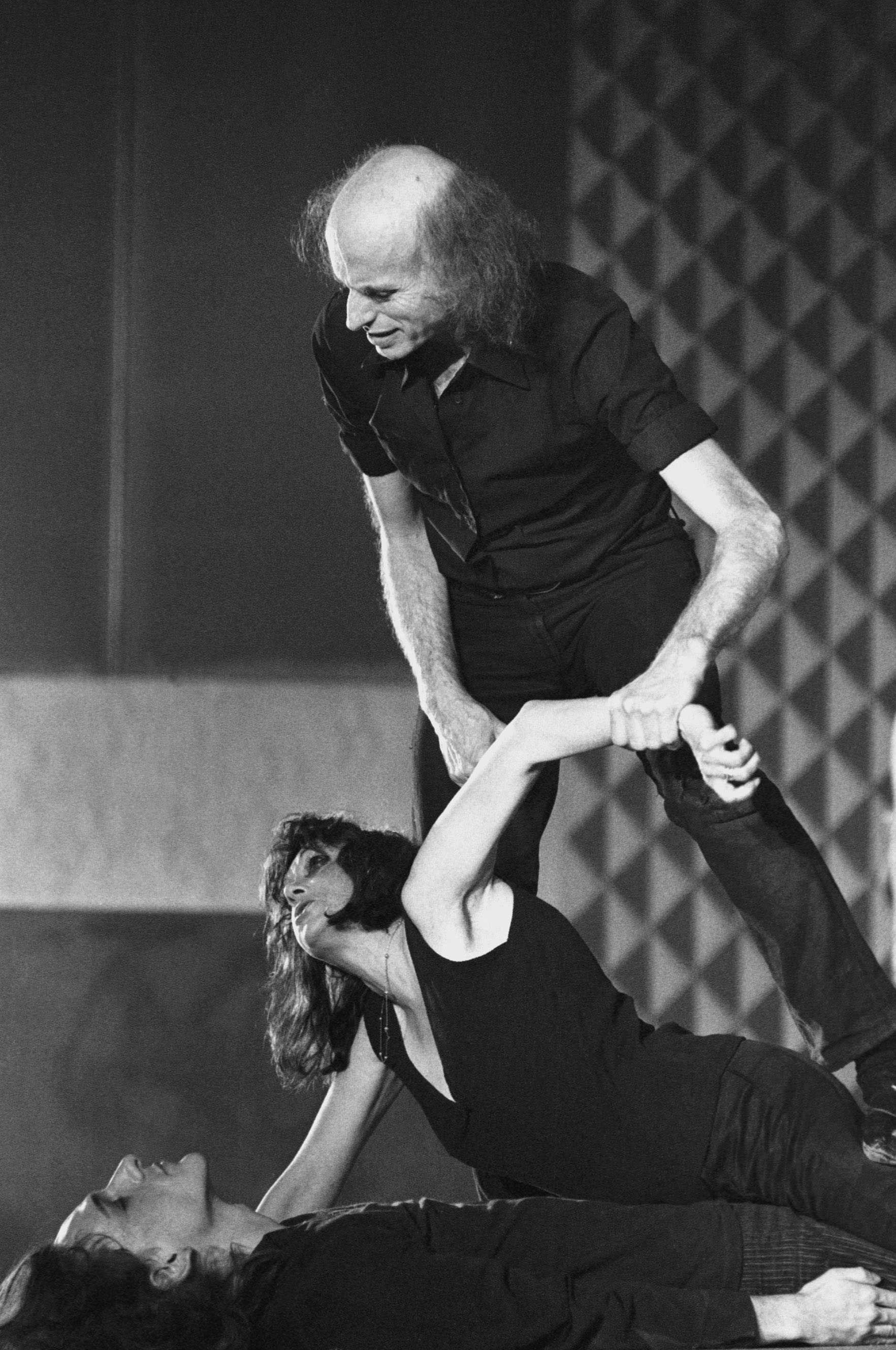
Judith Malina et Julian Beck lors d'une représentation du Living Theatre

À 17 ans, Judith Malina rencontre Julian Beck, qui sera à la fois son mari et son collaborateur. Peintre à l'origine, Beck vient à partager la passion de Judith Malina pour le théâtre politique, et en 1947, ils créent ensemble le Living Theatre, une compagnie de théâtre libertaire et subversive, qu'ils dirigent ensemble, jusqu'au décès de Beck en 1985. L'union de Beck et de Judith Malina est tout aussi peu conventionnelle que leur travail : Beck est bisexuel et poursuit une relation avec un compagnon et Judith Malina multiplie les partenaires masculins. Un fils naît de leur mariage.
En 1963, à la suite de démêlés avec l'Internal Revenue Service, le service fédéral américain de perception fiscale, le théâtre est saisi par le gouvernement tandis qu'à l'occasion des procédures judiciaires qui s'ensuivent, Beck et Judith Malina sont déclarés tous deux coupables d'offense au tribunal (« contempt of court »). Ils décident alors de quitter les États-Unis et pendant cinq années, ils font des tournées en Europe avec leur compagnie, présentant des créations de plus en plus radicales, qui culminent avec Paradise Now (Paradis maintenant), qu'ils retournent présenter en Amérique en 1968. Dans son livre, The Enormous Despair (L’Énorme Désespoir, 1972), qui réunit des textes de son journal des années 1968 à 1969, Judith Malina expose le sentiment de danger et d'inconnu qu'elle ressent lorsqu'elle revient aux États-Unis au beau milieu des bouleversements sociaux de la fin des années 1960.

### Le nouveau Living Theatre

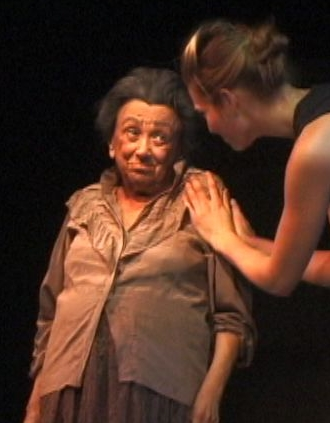
Judith Malina jouant « Maudie » dans la pièce Maudie and Jane, en 2008.

En 1969, le Living Theatre est dissous. Judith Malina et Julian Beck poursuivent toujours ensemble leurs recherches et leurs travaux sur le théâtre expérimental et politique et en 1971 ils effectuent une tournée au Brésil avec d'anciens membres de leur compagnie défunte. Le voyage se déroule mal et ils sont poursuivis pour délit politique et emprisonnés pendant deux mois dans ce pays. À leur retour à New-York, ils recréent un nouveau Living Theatre, dont ils assument tous deux la direction jusqu'en 1985, année pendant laquelle Beck décède d'un cancer de l'estomac. Il est remplacé par Hanon Reznikov, un membre de la compagnie et amant de Judith Malina, qu'elle épouse en 1988.

### Autres activités
En parallèle avec son activité liée à l'art dramatique, Judith Malina tourne occasionnellement dans quelques films, des petits rôles ou des personnages secondaires (à l'instar de Un après-midi de chien ou La Famille Addams). Elle apparaît dans un épisode des Soprano, en 2006 (elle est une nonne, la mère secrète de Paulie Gualtieri).
En mars 2006, Judith Malina joue le rôle de la Princesse dans la pièce Opérette, de Witold Gombrowicz, dans une production de La Mama Theatre, mise en scène par Zishan Ugurlu. Elle célèbre son quatre-vingtième  anniversaire le 4 juin 2006, en donnant des représentations à Rome le 26 mai et à Berlin le 8 juin de cette année.
Judith Malina prête son concours à des réalisations multimédia expérimentales et avant-gardistes telles que The Gift of Eagle Orchestra (le cadeau de l'orchestre de l'aigle) ou Cosmic Legends (Légendes cosmiques) et elle intervient dans des pièces où les rôles sont parfois entièrement improvisés (Devachan and the Monads, Dwarf of Oblivion).
En 2012, le réalisateur et scénariste Azad Jafarian lui consacre un film documentaire présenté pour la première fois au Festival du film de Tribeca, intitulé Love and Politics .

## Livres
- (en) (avec Julian Beck), Paradise Now, Pantheon, New York (1972)
- (en) The Enormous Despair. Diaries, 1968-1969, Random House, New York (1972)
- (en) The Diaries of Judith Malina : 1947-1957, Grove Press, New York (1984)
- (it) Un texte dans l'anthologie L’anarchico e l’ebreo, storia di un incontro, rassemblée et présentée par Amedeo Bertolo, édition Eleuthera, Milan (2001)

## Filmographie

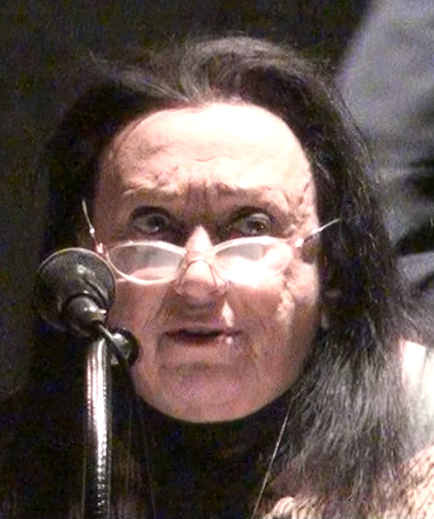
Judith Malina en avril 2011.

- 1963 : The Queen of Sheba Meets the Atom Man
- 1968 : Emergency
- 1968 : Roue de cendres (Wheel of Ashes) : la prédicatrice folle
- 1969 : La Contestation (Amore e rabbia)
- 1975 : Un après-midi de chien : Mme. Wortzik
- 1984 : Signals Through the Flames
- 1987 : China Girl : Mme. Monte
- 1987 : No Picnic
- 1987 : Radio Days : Mme. Waldbaum
- 1987 : The Secret of My Success : Mme. Meacham
- 1988 : Histoires d'Amérique
- 1989 : Ennemies, une histoire d'amour (Enemies: A Love Story) : Mère de Masha
- 1990 : L'Éveil : Rose
- 1991 : La Famille Addams : Grand-mère
- 1993 : Ein ganz normales Wunder (Household Saints) : Carmela Santangelo
- 1994 : Men Lie
- 1997 : The Deli: Vincenza Amico
- 1998 : Liebe auf den ersten Schrei (Music from Another Room)
- 1999 : Snow Days: Grammy
- 2003 : Nothing Really Happens: Memories of Aging Strippers : Tillie Hirsch
- 2010 : C'était à Rome : La grand-mère d'Umberto

Télévision
- Living Theatre : le théâtre anarchiste, Radio-télévision belge de la Communauté française, Sonuma, 16 mai 1962, voir en ligne.